# Xã Wright, Quận Tripp, Nam Dakota
Xã Wright (tiếng Anh: Wright Township) là một xã thuộc quận Tripp, tiểu bang Nam Dakota, Hoa Kỳ. Năm 2010, dân số của xã này là 13 người.